# بابلو كورتيزو
بابلو كورتيزو (بالإسبانية: Pablo Cortizo)‏ هو لاعب كرة قدم أرجنتيني في مركز الوسط، ولد في 1 سبتمبر 1989 في لابلاتا في الأرجنتين. لعب مع أتلتيكو أتلانتا وإنتر توركو وتيرو فيديرال ونادي راسينغ مونتيفيديو.

## وصلات خارجية
- بابلو كورتيزو على موقع إي إس بي إن إف سي (الإنجليزية)
- بابلو كورتيزو على موقع قاعدة بيانات كرة القدم.إي يو (الإنجليزية)
- بابلو كورتيزو على موقع Soccerway.com (الإنجليزية)